# كيكو أراي
كيكو أراي (باليابانية: 新井貴子؛ بالكانا: あらい きこ) هي عارضة أزياء وعارضة يابانية، ولدت في يونيو 1990 في أوساكا في اليابان.